# جوش آدامز (فنان)
جوش آدامز (بالإنجليزية: Josh Adams)‏ هو فنان قصص مصورة وفنان أمريكي، ولد في 28 أبريل 1987.

## وصلات خارجية
- جوش آدامز على موقع IMDb (الإنجليزية)

- الموقع الرسمي